# Le Kremlin-Bicêtre (stanice metra v Paříži)
Le Kremlin-Bicêtre je nepřestupní stanice pařížského metra na lince 7. Nachází se jižně od Paříže ve městě Le Kremlin-Bicêtre pod Avenue de Fontainebleau.

## Historie
Stanice byla otevřena 10. prosince 1982 při prodloužení linky ze sousední stanice Maison Blanche. Jejím zprovozněním vznikla druhá větev na jižním konci linky 7.

## Název
Stanice byla pojmenována po městě, ve kterém se nachází.